# 기업재해경감협회
기업재해경감협회(企業災害輕減協會)는 기업의 재해경감활동에 관한 연구 및 정보교류의 활성화와 기업의 재해경감활동 능력 증진을 위하여 설립된 특수법인이다. 서울특별시 송파구 가락동 185-5 402호에 위치하고 있다.

## 설립 근거
- 재해경감을 위한 기업의 자율활동 지원에 관한 법률[2]

## 연혁
- 2008년 1월 25일 특수법인 기업재해경감협회 창립총회
- 2008년 3월 26일 초대 이영재 회장 선임 (소방방재청 설립 허가)
- 2008년 4월 2일 비영리법인 설립
- 2011년 3월 1일 제2대 이창수 회장 취임

## 주요 업무
- 기업의 재해경감활동 전문교육과정의 운영 및 홍보
- 기업의 재해경감활동 등에 관한 자료의 조사·분석 및 평가
- 기업의 재해경감활동에 관한 각종 간행물의 발간
- 기업의 재해경감활동에 관한 정부 위탁사업의 수행
- 기업의 재해경감활동 기술발전을 위한 연구개발사업 등 관련 산업의 육성·지원
- 민간주도의 재해경감활동과 관련된 국내외 행사 유치
- 기업의 재해경감활동과 관련된 국제교류협력사업
- 그 밖에 기업의 재해경감활동과 관련하여 대통령령으로 정하는 사항

## 같이 보기
- 한국소방안전협회
- 한국방재협회